# شارع الحمراء (دمشق)
شارع الحمراء أحد الشوارع التجارية الحديثة في مدينة دمشق، ويضم سوقًا تجاريًّا بمجموعة من المحلات الراقية، يصل إلى شارع العابد من جهة الشرق وساحة عرنوس من جهة الغرب، وعلى جانبي الشارع المحلات التجارية والوكالات المتخصصة في الملابس والأزياء النسائية وكذلك محلات لنشاطات مختلفة ودور أزياء، يقع في شارع الحمراء فندق بلو تاور.